# Łucja Kim Nusia
Św. Łucja Kim Nusia (ko. 김 루치아) (ur. 1818 w Korei, zm. 20 lipca 1839 w Seulu) – męczennica, święta Kościoła katolickiego.
Łucja Kim Nusia po śmierci rodziców musiała sprzedać cały dobytek, żeby zapłacić za ich pogrzeb. Następnie mieszkała z katolicką rodziną. Złożyła ślub czystości. Po rozpoczęciu prześladowań razem z 3 innymi pobożnymi kobietami (Martą Kim Sŏng-im, Magdaleną Yi Yŏng-hŭi i Teresą Yi Mae-im) oddała się w ręce policji, żeby wyznać swoją wiarę. Była z nich najmłodsza, ale to ona była przywódczynią tej grupy. Torturowano ją, żeby wyrzekła się wiary. Została ścięta w Seulu w miejscu straceń za Małą Zachodnią Bramą 20 lipca 1839 r. razem z 7 innymi katolikami (Różą Kim No-sa, Martą Kim Sŏng-im, Teresą Yi Mae-im, Anną Kim Chang-gŭm, Janem Chrzcicielem Yi Kwang-nyŏl, Magdaleną Yi Yŏng-hŭi i Marią Wŏn Kwi-im).
Dzień jej wspomnienia przypada 20 września (w grupie 103 męczenników koreańskich).
Beatyfikowana 5 lipca 1925 r. przez papieża Piusa XI, kanonizowana 6 maja 1984 r. przez Jana Pawła II w grupie 103 męczenników koreańskich.